# Federico Boyd

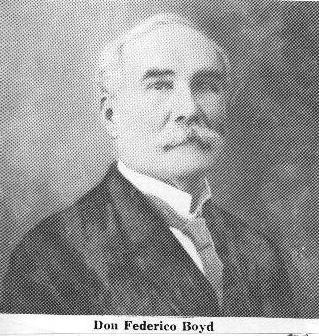
Federico Boyd

Federico Boyd (* 24. September 1851 in Panama-Stadt; † 25. Mai 1924 in New York City) war der vierte Staatspräsident von Panama.

## Leben
Boyd war ein Nachfahre von irisch-schottischen Einwanderern, die zur Zeit des kalifornischen Goldrausches eingewandert waren. Nach seinem Studium ging er in den Staatsdienst. 1903 gehörte er der revolutionären Junta an, die die Unabhängigkeit von Kolumbien erklärte. Nach dem Tod des Präsidenten José Domingo de Obaldía am 1. März 1910 und dem überraschenden Rücktritt von dessen Nachfolger Carlos Antonio Mendoza wurde Boyd als Vizepräsident vom 1. bis 5. Oktober 1910 für fünf Tage neuer Staatspräsident. Sein Nachfolger wurde Pablo Arosemena Alba.
Nach seinem Ausscheiden als Staatspräsident arbeitete er als Botschafter in Deutschland, den Niederlanden und Belgien. Von 1911 bis 1912 war er zudem Außenminister Panamas. Boyd ist auch der Vater des späteren 18. Präsidenten Augusto Samuel Boyd.